# Kurozumikyō
Kurozumikyō (jap. 黒住教, dt. „Kurozumi-Religion“) ist eine der Neuen Religionen in Japan. Die Kurozumikyō beruht zum überwiegenden Teil auf Überlieferungen des japanischen Shintō-Glaubens.

## Geschichte
Der Shinto-Priester Muneteda Kurozumi verkündete, am 22. Dezember 1814 (dem 11. Tag des 11. Mondmonats des 11. Jahres der Bunka-Ära) eine göttliche Vereinigung mit Amaterasu, Sonnengöttin und oberste Göttin des shintoistischen Pantheon, gehabt zu haben und gilt als Gründer des Glaubens. Die formellen Grundlagen der Sekte wurden erst 1846 gelegt, als Kurozumi und seine ältesten Schüler das Osadamegaki einberiefen und zu diesem Zeitpunkt die Glaubensgrundsätze, die dem Glauben zugrundeliegenden Wertvorstellungen und Regeln festlegten. Es folgte im gleichen Jahr eine staatliche Registrierung als Shintō-Sekte.
Die Sekte entstand im Gebiet der heutigen Präfektur Okayama und ihre religiösen und missionarischen Tätigkeiten wurden zu Beginn von den herrschenden Adligen des Bezirks toleriert, da die Regeln des neuen Glaubens nicht im Gegensatz zu den dort praktizierten Regeln stand und erst recht nicht ihre weltliche Macht gefährdeten.
Bei Beginn der modernen Zeit in Japan, der Zeit der Meiji-Restauration, im Jahre 1868 hatte Kurozumikyō bereits Anhänger in Kyūshū und im südwestlichen und westlichen Honshū bis nach Tōkyō gewonnen. 1876 wurde der Glaube unabhängig vom Büro für Shintoangelegenheiten und die Sekte baute in Okayama ihren eigenen Schrein, den Munetada-Schrein.
Aufgrund der fehlenden Fähigkeit, sich den modernen Entwicklungen in Japan anzupassen, verlor die Sekte Anhänger, ihr Mitgliederzahl stagnierte. 1978 vermeldete die Sekte 218.000 Anhänger.

## Glaubensgrundsätze
Diese sind Ehrlichkeit, harte Arbeit, Selbstlosigkeit und Festhalten an der bestehenden sozialen Ordnung. Die Anhänger verkünden eine umfassende Bruderschaft aller Menschen und bekennen sich (nahezu) zu einem Monotheismus, der jedoch auch polytheistische und pantheistische Anschauungen enthält.